# Георги Купенов
Георги Славчев Купенов (роден на 24 февруари 1997 г.) е български футболист, който играе на поста централен защитник. Състезател на Миньор (Перник).

## Кариера

### Ботев Пловдив
Купенов е юноша на Ботев (Пловдив), но така и не записва дебют за мъжкия отбор, като е предостъпван в различни отбори от Б група.

### Добруджа
На 26 февруари 2016, Купенов е предостъпен на Добруджа. Прави дебюта си на 12 март при равенството 1–1 като домакин на Ботев (Гълъбово).

### Септември София
На 27 юли 2016 г.Купенов е предостъпен на столичния Септември. Дебюта си прави на 6 август при победата с 0–4 като гост на Спартак (Плевен).

### Несебър
На 24 август 2017, Купенов е предостъпен на Несебър. Записва дебюта си на 20 октомври при победата с 0–1 над Струмска слава в Радомир.

### Витоша
На 1 юли 2018 г. преминава в отбора на Витоша. Прави своя дебют на 20 юли при победата с 2–1 като домакин на Дунав.

### Етър
На 16 януари 2020, Купенов е обявен за футболист на Етър. Дебютира на 5 юни при загубата с 2–0 като гост на Локомотив (Пловдив).

### Миньор Перник
На 11 януари 2021, подписва с Миньор (Перник). Дебютът му е на 16 февруари при равенството 0–0 с Лудогорец II в Перник.

## Национална кариера
Част е от всички юношески национални гарнитури. През 2016, Купенов е в стартовата единайсеторка на България до 19 г. при загубите с 0–1 от Белгия до 19 г. и Хърватия до 19 г.

## Успехи
Ботев (Пловдив)
- Суперкупа на България (1): 2017